# Hrvatska katolička mreža
Hrvatska katolička mreža (skr. HKM), međumrežna je medijska platforma Hrvatske biskupske konferencije koja objedinjuje Hrvatski katolički radio, Informativnu katoličku agenciju i elektroničku publikaciju Hrvatske katoličke mreže hkm.hr. Pokrenuta je u rujnu 2018. Prvi ravnatelj Mreže bio je msgr. Fabijan Svalina, a od 2022. godine vršitelj dužnosti ravnatelja je doc. dr. Krunoslav Novak, generalni tajnik Hrvatske biskupske konferencije. Glavni urednik Mreže je Siniša Kovačić. 

## Vanjske poveznice
- Službene stranice
  - Impressum